# Ptilodegeeria triangulifera
Ptilodegeeria triangulifera är en tvåvingeart som först beskrevs av Jacques-Marie-Frangile Bigot 1889.  Ptilodegeeria triangulifera ingår i släktet Ptilodegeeria och familjen parasitflugor. Inga underarter finns listade i Catalogue of Life.